# Matt Mahurin
Matt Mahurin (Santa Cruz, 31 gennaio 1959) è un illustratore, fotografo e regista statunitense; i suoi lavori sono stati utilizzati da riviste quali TIME, Newsweek, Rolling Stone, Esquire, Forbes e The New York Times.

## Biografia
Mahurin opera principalmente come fotografo, ma è molto attivo anche come regista nel campo dei video musicali, avendo lavorato negli anni con U2, Def Leppard, Queensrÿche, Metallica, Tracy Chapman, Tom Waits, R.E.M., Alice in Chains e molti altri artisti popolari.

## Riconoscimenti
- Film e videoclip
  - Eastman Kodak Award for Lifetime Achievement – MPVA Music Video Awards (2004)[1]
  - Best American Independent Feature – Hamptons International Film Festival, for Mugshot (1996)[2]
  - MTV Video Music Award for Best Post-Modern Video, Orange Crush dei R.E.M. (1989)
- Fotografie e illustrazioni 
  - Alfred Eisenstaedt Awards for Magazine Photography "Cover Photograph of the year" & "Cutting Edge Photo Illustration" (1998)[3]
  - Art Directors Club, Merit Award for Feature Spread Illustration published by The Village Voice, "Unsafe: Why Gay Men Are Having Risky Sex" (1996)[4]

## Videografia
- 10,000 Maniacs — "What's the Matter Here?" (1987)
- Alice in Chains — "Angry Chair" (1992)
- Alice in Chains — "No Excuses" (1994)
- Better Than Ezra — "Rosealia" (1995)
- Body Count — "There Goes The Neighborhood" (1992)
- Bon Jovi — "Hey God" (1996)
- Bonnie Raitt — "Something To Talk About" (1991)
- Blind Melon — "Dear Ol' Dad" (1993)
- Bush — "Everything Zen" (1994)
- Bush — "Little Things" (1995)
- Tracy Chapman — "Fast Car" (1988)
- Cher — "Save Up All Your Tears" (1991)
- Cowboy Junkies — "Sweet Jane" (1991)
- Def Leppard — "Stand Up (Kick Love into Motion)" (1993)
- Def Leppard — "All I Want Is Everything" (1996)
- Disturbed — "Sound of Silence" (2015)
- Melissa Etheridge — "Happy Xmas (War Is Over)" (1994)
- John Fogerty — "Eye of the Zombie" (1986)
- Peter Gabriel — "Mercy Street" (1986)
- Peter Gabriel — "Red Rain" (1986)
- Peter Gabriel — "Come Talk to Me" (1993)
- Corey Glover — "April Rain" (1998)
- Hole — "Gold Dust Woman" (1996)

- Donna Lewis — "Without Love" (1996)
- Sarah McLachlan — "Building a Mystery" (1997) (uncredited)
- Metallica — "The Unforgiven" (1991)
- Metallica — "King Nothing" (1996)
- Metallica — "The Unforgiven II" (1998)
- Mötley Crüe — "Primal Scream" (1991)
- Mötley Crüe — "Home Sweet Home '91" (1991)
- Peter Murphy — "The Scarlet Thing in You" (1995)
- New Kids on the Block — "If You Go Away" (1992)
- Our Lady Peace — "Clumsy" (1998)
- Martin Page — "In the House of Stone and Light" (1994)
- Queensrÿche — "Empire" (1990)
- Queensrÿche — "Best I Can" (1990)
- Queensrÿche — "Silent Lucidity" (1990)
- Queensrÿche — "Another Rainy Night (Without You)" (1991)
- R.E.M. — "Orange Crush" (1988)
- Rush — "The Pass" (1989)
- Lou Reed — "What's Good" (1992)

- Lou Reed — "Hookywooky" (1996)
- Scorpions — "Alien Nation" (1993)
- Silversun Pickups — "The Royal We" (2010)
- Skid Row — "My Enemy" (1995)
- Skid Row — "Into Another" (1995)
- Soraya — "Suddenly" (1996)
- Soul Asylum — "Misery" (1995)
- Soundgarden — "Outshined" (1991)
- Soundgarden — "The Day I Tried to Live" (1994)
- Sting — "Gabriel's Message" (1987)
- The Black Crowes — "She Talks to Angels" (1991)
- Therapy? — "Die Laughing" (1994)
- Tom Waits — "Hold On" (1999)
- Tom Waits — "What's He Building" (1999)
- Tom Waits — "Hell Broke Luce" (2011)
- U2 — "Love Is Blindness" (1993)
- Ugly Kid Joe — "Cat's in the Cradle" (1993)
- Ugly Kid Joe — "Busy Bee" (1993)
- Urge Overkill — "Take a Walk" (1993)
- Paul Westerberg — "Runaway Wind" (1993)

## Fotografo
- The BoDeans — Love & Hope & Sex & Dreams copertina, 1986
- Tracy Chapman — Tracy Chapman copertina, 1988
- The Ramones — Brain Drain, copertina, 1989
- Ozzy Osbourne — No More Tears, copertina, 1991
- Joe Satriani — The Extremist, copertina, 1992
- Marilyn Manson — Rolling Stone, copertina, gennaio 1998[5]
- Tom Waits — Mule Variations, copertina, 2000
- Tom Waits — Alice, copertina, 2002
- Joan as Policewoman— To Survive, copertina, 2008
- Muse — Drones, copertina, 2015